# Городище (Перевальский район)
Городи́ще (укр. Городище) — посёлок, относится к Перевальскому району Луганской области Украины. Находится под контролем самопровозглашённой Луганской Народной Республики.

## Географическое положение
Посёлок расположен на реке под названием Белая (бассейн Северского Донца). Соседние населённые пункты: село Тимирязево (выше по течению Белой) на востоке, посёлки Запорожье и Комендантское на юго-востоке, Фащевка (Перевальского района) и Миус на юго-западе, Чернухино и Круглик на западе, Софиевка, Центральный, Байрачки на северо-западе, сёла Малоивановка (ниже по течению Белой) на севере, Красная Заря (ниже по течению Белой) и Адрианополь на северо-востоке; село Круглик в Донецкой области на юго-западе.

## История
Населённый пункт основан в XVIII веке староверами и считается староверческим и в XXI веке.
В январе 1989 года численность населения составляла 3620 человек.
На 1 января 2013 года численность населения составляла 2499 человек.
С весны 2014 года под контролем непризнанной Луганской Народной Республики.

## Местный совет
94343, Луганская обл., Перевальский р-н, пгт. Городище, ул. Советская, 35